# Извън дълбокото гърло
„Извън дълбокото гърло“ (на английски: Inside Deep Throat) е американски документален филм от 2005 г. за порнографския филм „Дълбокото гърло“ през 1972 г. в челните редици на „Златния век на порното“ и неговите ефекти върху американското общество.